# 1971年
1971年（1971 ねん）は、西暦（グレゴリオ暦）による、金曜日から始まる平年。昭和46年。
この項目では、国際的な視点に基づいた1971年について記載する。

## 他の紀年法
- 干支：辛亥（かのと い）
- 日本（月日は一致）
  - 昭和46年
  - 皇紀2631年
- 大韓民国（月日は一致）
  - 大韓民国53年
  - 檀紀4304年
- 中華民国（月日は一致）
  - 中華民国60年
- 朝鮮民主主義人民共和国（月日は一致）
  - 主体60年
- 仏滅紀元：2513年 - 2514年
- イスラム暦：1390年11月4日 - 1391年11月13日
- ユダヤ暦：5731年4月4日 - 5732年4月13日
- Unix Time：31536000 - 63071999
- 修正ユリウス日(MJD)：40952 - 41316
- リリウス日(LD)：141793 - 142157

※主体暦は、朝鮮民主主義人民共和国で1997年に制定された。

## カレンダー
| 1月 |    |    |    |    |    |    |
| 日  | 月 | 火 | 水 | 木 | 金 | 土 |
|     |    |    |    |    | 1  | 2  |
| 3   | 4  | 5  | 6  | 7  | 8  | 9  |
| 10  | 11 | 12 | 13 | 14 | 15 | 16 |
| 17  | 18 | 19 | 20 | 21 | 22 | 23 |
| 24  | 25 | 26 | 27 | 28 | 29 | 30 |
| 31  |    |    |    |    |    |    |
|     |    |    |    |    |    |    |

| 2月 |    |    |    |    |    |    |
| 日  | 月 | 火 | 水 | 木 | 金 | 土 |
|     | 1  | 2  | 3  | 4  | 5  | 6  |
| 7   | 8  | 9  | 10 | 11 | 12 | 13 |
| 14  | 15 | 16 | 17 | 18 | 19 | 20 |
| 21  | 22 | 23 | 24 | 25 | 26 | 27 |
| 28  |    |    |    |    |    |    |
|     |    |    |    |    |    |    |

| 3月 |    |    |    |    |    |    |
| 日  | 月 | 火 | 水 | 木 | 金 | 土 |
|     | 1  | 2  | 3  | 4  | 5  | 6  |
| 7   | 8  | 9  | 10 | 11 | 12 | 13 |
| 14  | 15 | 16 | 17 | 18 | 19 | 20 |
| 21  | 22 | 23 | 24 | 25 | 26 | 27 |
| 28  | 29 | 30 | 31 |    |    |    |
|     |    |    |    |    |    |    |

| 4月 |    |    |    |    |    |    |
| 日  | 月 | 火 | 水 | 木 | 金 | 土 |
|     |    |    |    | 1  | 2  | 3  |
| 4   | 5  | 6  | 7  | 8  | 9  | 10 |
| 11  | 12 | 13 | 14 | 15 | 16 | 17 |
| 18  | 19 | 20 | 21 | 22 | 23 | 24 |
| 25  | 26 | 27 | 28 | 29 | 30 |    |
|     |    |    |    |    |    |    |

| 5月 |    |    |    |    |    |    |
| 日  | 月 | 火 | 水 | 木 | 金 | 土 |
|     |    |    |    |    |    | 1  |
| 2   | 3  | 4  | 5  | 6  | 7  | 8  |
| 9   | 10 | 11 | 12 | 13 | 14 | 15 |
| 16  | 17 | 18 | 19 | 20 | 21 | 22 |
| 23  | 24 | 25 | 26 | 27 | 28 | 29 |
| 30  | 31 |    |    |    |    |    |
|     |    |    |    |    |    |    |

| 6月 |    |    |    |    |    |    |
| 日  | 月 | 火 | 水 | 木 | 金 | 土 |
|     |    | 1  | 2  | 3  | 4  | 5  |
| 6   | 7  | 8  | 9  | 10 | 11 | 12 |
| 13  | 14 | 15 | 16 | 17 | 18 | 19 |
| 20  | 21 | 22 | 23 | 24 | 25 | 26 |
| 27  | 28 | 29 | 30 |    |    |    |
|     |    |    |    |    |    |    |

| 7月 |    |    |    |    |    |    |
| 日  | 月 | 火 | 水 | 木 | 金 | 土 |
|     |    |    |    | 1  | 2  | 3  |
| 4   | 5  | 6  | 7  | 8  | 9  | 10 |
| 11  | 12 | 13 | 14 | 15 | 16 | 17 |
| 18  | 19 | 20 | 21 | 22 | 23 | 24 |
| 25  | 26 | 27 | 28 | 29 | 30 | 31 |
|     |    |    |    |    |    |    |

| 8月 |    |    |    |    |    |    |
| 日  | 月 | 火 | 水 | 木 | 金 | 土 |
| 1   | 2  | 3  | 4  | 5  | 6  | 7  |
| 8   | 9  | 10 | 11 | 12 | 13 | 14 |
| 15  | 16 | 17 | 18 | 19 | 20 | 21 |
| 22  | 23 | 24 | 25 | 26 | 27 | 28 |
| 29  | 30 | 31 |    |    |    |    |
|     |    |    |    |    |    |    |

| 9月 |    |    |    |    |    |    |
| 日  | 月 | 火 | 水 | 木 | 金 | 土 |
|     |    |    | 1  | 2  | 3  | 4  |
| 5   | 6  | 7  | 8  | 9  | 10 | 11 |
| 12  | 13 | 14 | 15 | 16 | 17 | 18 |
| 19  | 20 | 21 | 22 | 23 | 24 | 25 |
| 26  | 27 | 28 | 29 | 30 |    |    |
|     |    |    |    |    |    |    |

| 10月 |    |    |    |    |    |    |
| 日   | 月 | 火 | 水 | 木 | 金 | 土 |
|      |    |    |    |    | 1  | 2  |
| 3    | 4  | 5  | 6  | 7  | 8  | 9  |
| 10   | 11 | 12 | 13 | 14 | 15 | 16 |
| 17   | 18 | 19 | 20 | 21 | 22 | 23 |
| 24   | 25 | 26 | 27 | 28 | 29 | 30 |
| 31   |    |    |    |    |    |    |
|      |    |    |    |    |    |    |

| 11月 |    |    |    |    |    |    |
| 日   | 月 | 火 | 水 | 木 | 金 | 土 |
|      | 1  | 2  | 3  | 4  | 5  | 6  |
| 7    | 8  | 9  | 10 | 11 | 12 | 13 |
| 14   | 15 | 16 | 17 | 18 | 19 | 20 |
| 21   | 22 | 23 | 24 | 25 | 26 | 27 |
| 28   | 29 | 30 |    |    |    |    |
|      |    |    |    |    |    |    |

| 12月 |    |    |    |    |    |    |
| 日   | 月 | 火 | 水 | 木 | 金 | 土 |
|      |    |    | 1  | 2  | 3  | 4  |
| 5    | 6  | 7  | 8  | 9  | 10 | 11 |
| 12   | 13 | 14 | 15 | 16 | 17 | 18 |
| 19   | 20 | 21 | 22 | 23 | 24 | 25 |
| 26   | 27 | 28 | 29 | 30 | 31 |    |
|      |    |    |    |    |    |    |

## できごと

### 1月
- 1月 - 世界経済フォーラム（WEF）設立[要出典]。総会をスイス・ダボスで開催、以後「ダボス会議」の名で呼ばれる。
- 1月2日 - イギリスのスコットランド・グラスゴーで開催されたサッカーリーグ戦で将棋倒しが発生。66名が死亡（アイブロックスの惨事）[1]。
- 1月15日 - アスワンダムの公式開通。
- 1月20日 - 大阪万博で作られたタイムカプセルEXPO'70が大阪城天守閣前に埋設される。6970年開封予定。（点検用の2号機も1971年1月28日に埋設される）
- 1月25日
  - ヒマーチャル・プラデーシュ州、インドの15番目の州となる。
  - ウガンダでクーデター（英語版）、アミン将軍が権限掌握。

### 2月
- 2月5日 - アポロ14号が月に着陸。
- 2月8日
  - ベトナム戦争: 南ベトナム軍がホーチミン・ルートの遮断を目的としてラオスに侵攻。（ラムソン719作戦）
  - NASDAQによる証券取引はじまる。
- 2月11日 - 海底軍事利用禁止条約を各国が調印。

### 3月
- 3月1日 - パキスタン大統領ヤヒヤー・ハーン、1970年12月の総選挙による新国会の開会を無期限延期し、東パキスタン（現バングラデシュ）で大規模な不服従運動。
- 3月5日 - パキスタン軍が東パキスタンを占領。
- 3月8日 - FBI支局から違法な監視活動を記した記録書類が盗難に遭う[2]。
- 3月12日 - ハーフィズ・アル＝アサド、シリア大統領に就任。
- 3月14日 - インド総選挙。ガンジー率いる国民会議派が勝利。
- 3月25日
  - 東パキスタンでパキスタン軍による組織的な住民の殺害が始まる。
  - バングラデシュ独立宣言。
- 3月26日 - 地下ラジオにより東パキスタンの分離とバングラデシュ建国が宣言される。

### 4月
- 4月1日
  - アメリカでこの日から、テレビ・ラジオでのタバコのCM放映が全面的に禁止となる。
  - 自動車などの6業種の資本自由化実施。
- 4月3日
  - NETテレビ（現在のテレビ朝日）で『仮面ライダーシリーズ』第1作である『仮面ライダー』の放送開始。
- 4月5日
  - エトナ火山噴火。
  - チリと東ドイツ、外交関係を樹立。
  - フランスで当時非合法とされていた堕胎を受けた女性343名が合法化を求めた請願書を公表。(343人のマニフェスト)
- 4月7日 - 愛知県名古屋市で開催の世界卓球選手権に参加の中国代表が、アメリカ代表チームを中国に招待すると発表。10日アメリカチームが北京に到着（米中ピンポン外交）。
- 4月19日 - ソビエト連邦、世界初の宇宙ステーション・サリュート1号打ち上げ[3]。
- 4月20日 - カンボジア首相、ロン・ノル辞職。
- 4月21日 - シアカ・スティーブンス、シエラレオネ初代大統領に選出。
- 4月27日
  - 韓国で朴正煕が7代大統領に当選。
  - 広島県呉市で大規模な山林火災が発生。消防士18名が殉職する戦後最悪の山林火災となった(呉市山林火災)。

### 5月
- 5月1日 - 米国でアムトラック（全米鉄道旅客公社）が発足、大部分の長距離旅客列車が私鉄各社から移管される。
- 5月9日 - 西ドイツマルクが変動相場制に移行。
- 5月10日 - オランダが変動相場制に移行。
- 5月26日 - オーストリアと中華人民共和国、外交関係を樹立。
- 5月27日 - ソ連とエジプト、友好協力条約を調印。

### 6月
- 6月1日 - ブラジル、領海200カイリを宣言。
- 6月13日 - 国防総省のベトナム秘密報告書をニューヨーク・タイムズが入手し、紙面に連載開始。のちにペンタゴン・ペーパーズと呼ばれる。
- 6月14日 - ノルウェー、北海で石油採掘を開始
- 6月17日 - 日米政府間で沖縄返還協定の調印式挙行。
- 6月30日 - ソ連の宇宙船ソユーズ11号で空気漏れ事故が発生。乗員3人全員が死亡。

### 7月
- 7月1日 - パプアニューギニア独立国の国旗を制定。
- 7月3日 - ばんだい号墜落事故
- 7月9日 - キッシンジャー米大統領補佐官が中国を極秘訪問。
- 7月11日 - チリ議会が国内銅山国有化を決定。
- 7月30日 - 全日空機雫石衝突事故
- 7月31日 - 加賀市沖不審船事件。

### 8月
- 8月1日 - 第13回世界ジャンボリーが静岡県富士宮市の朝霧高原で開催された。
- 8月9日 - インドとソ連、平和友好協力条約を調印。
- 8月14日 - バーレーン、イギリスからの独立を宣言。
- 8月14日〜20日 - スタンフォード監獄実験。
- 8月15日
  - ニクソン・ショック（アメリカが金とドルの交換停止）。
  - 韓国・首都ソウル特別市の清渓高架道路が開通。
- 8月22日 - ボリビアでクーデター、ウゴ・バンセル・スアレス大佐が大統領に就任。
- 8月23日 - 実尾島事件。韓国の実尾島（シルミド）で訓練を行っていた特殊部隊員が叛乱。
- 8月25日
  - ウガンダ・タンザニア国境で武力衝突。
  - 東パキスタンおよび東ベンガルで洪水。数千人が避難。
- 8月28日 - 円変動相場制移行。

### 9月
- 9月1日 - カタールが独立。
- 9月8日 - 中国の林彪がクーデター失敗、搭乗飛行機の墜落死。
- 9月21日 - 国連総会開催、ブータン、カタール、バーレーンが加盟、加盟国数は130に。
- 9月27日～10月11日 - 昭和天皇・香淳皇后夫妻、ヨーロッパ7カ国（ベルギー、イギリス、ドイツ、デンマーク、フランス、オランダ、スイス）を行幸啓（訪問）。

### 10月
- 10月1日 - アメリカのフロリダ州オーランドにウォルト・ディズニー・ワールド・リゾートが開園。
- 10月12日 - ペルセポリスでイラン建国二千五百年祭典がはじまり、16日まで行事が続いた。

- 10月16日 - 第67回臨時国会（ - 12月27日）は日本政府とアメリカ政府間の沖縄返還協定批准をめぐる審議に費やされ「沖縄国会」と呼ばれた。
- 10月21日 - アメリカ政府との沖縄協定基準に反対する第1波全国運動が日比谷公園で開催。
- 10月25日 - 中華人民共和国が国連加盟、中華民国（台湾）は事実上の追放。（アルバニア決議）
- 10月27日 - コンゴ民主共和国が国名をザイール共和国に変更。

### 11月
- 11月6日 - アムチトカ島で米国が地下核実験。
- 11月10日 - カンボジア：クメール・ルージュがプノンペン市街と空港を攻撃。44人が死亡。
- 11月14日 ‐ 渋谷暴動事件
- 11月17日 - タイで戒厳令、軍政が復活。
- 11月19日 - アメリカ政府との沖縄協定基準に反対する第2波全国運動が日比谷公園で開催。その運動に参加していた過激派の学生が投じた火炎瓶が松本楼を直撃・全焼する事件が発生。
- 11月24日 - アメリカでハイジャック「D.B.クーパー事件」発生。犯人は身代金20万ドルを持ってパラシュートで脱出、逃亡。未解決事件となる。
- 11月27日 - ソ連の火星探査機マルス2号が火星にハードランディングし、火星に到達した初の人工物となる。
- 11月29日 - 新潟市の新潟港沖でリベリア船籍のタンカー「ジュリアナ」が座礁。船体が真っ二つになり重油が漏れ出す。

### 12月
- 12月2日
  - アラブ首長国連邦、七首長国により建国。
  - ソ連の火星探査機マルス3号が探査機による初の火星着陸に成功する。
- 12月3日 - 第三次印パ戦争。翌日インド、東パキスタンに侵攻。
- 12月6日 - 韓国で国家非常事態宣言。
- 12月7日 - ジョン・リスト事件発覚。犯人の父親は1989年に逮捕された。
- 12月16日 - 東パキスタン内のパキスタン軍降伏。第三次印パ戦争、実質的に終わる。
- 12月18日 - 10ヶ国蔵相会議、通貨の多国間調整で合意（スミソニアン体制発足）。
- 12月25日 - 韓国・首都ソウル特別市にて大然閣ホテル火災事故が発生。
- 12月31日 - イギリス軍、マルタ島の基地を撤廃。

## スポーツ

### 野球
- 第68回ワールドシリーズ
  - ピッツバーグ・パイレーツ（ナ・リーグ）（4勝3敗）ボルチモア・オリオールズ（ア・リーグ）

### サッカー
- バロンドール
  - ヨハン・クライフ（アヤックス）

### モータースポーツ
- F1世界選手権
  - ドライバーズチャンピオン ジャッキー・スチュワート
  - コンストラクターズチャンピオン
    - シャーシ ティレル
    - エンジン フォード
- ロードレース世界選手権
  - 500cc ジャコモ・アゴスチーニ
  - 250cc フィル・リード

## 芸術・文化

### 食
- 9月18日 - 日清食品が世界初のカップ麺「カップヌードル」を発売（2011年時点で世界80カ国で発売）

### テレビ
- 1月31日 - 2023年現在も放送中の世界的長寿番組である視聴者参加型トーク番組：「新婚さんいらっしゃい!」が放送開始（のちに｢同一司会者（6代目桂文枝）によるトーク番組の最長放送｣としてギネス世界記録に認定される）
- 4月3日 - 特撮テレビドラマ：「仮面ライダーシリーズ」第1作である「仮面ライダー」が放送開始

### 音楽
- グラミー賞最優秀レコード賞
  - サイモン&ガーファンクル「明日に架ける橋」

#### ヒット曲、話題曲など
（数字はビルボード年間ランキング10位まで）
1. スリー・ドッグ・ナイト「喜びの世界」
2. ロッド・スチュワート「マギー・メイ」
3. キャロル・キング「イッツ・トゥー・レイト」
4. オズモンズ「ワンバッドアップル」
5. ビー・ジーズ「傷心の日々」
6. ポール・リヴィア&ザ・レイダース「嘆きのインディアン」
7. ダニー・オズモンド「ゴー・アウェイ・リトル・ガール」
8. ジョン・デンバー「故郷へ帰りたい」
9. テンプテーションズ「はかない想い」
10. トニー・オーランド「ノックは3回」

- スライ&ファミリー・ストーン「ファミリー・アフェア」
- マーヴィン・ゲイ 「ホワッツ・ゴーイン・オン」
- チェイス「黒い炎」
- サンタナ「ブラック・マジック・ウーマン」
- CCR「雨を見たかい」
- ビー・ジーズ「小さな恋のメロディ」
- マッシュマッカーン「霧の中の二人」
- アイザック・ヘイズ「黒いジャガーのテーマ（シャフト）」
- ザ・ショッキング・ブルー「インク・ポット」
- フランシス・レイ「ある愛の詩」
- アダモ「雪が降る」
- ジョージ・ハリスン「マイ・スウィート・ロード」「美しき人生」
- ジョン・レノン「イマジン」
- ポール・マッカートニー「アナザー・デイ」

### 映画
- 第44回アカデミー作品賞
  - フレンチ・コネクション
- 同ノミネート作
  - 時計じかけのオレンジ
  - 屋根の上のバイオリン弾き
  - ラスト・ショー
  - ニコライとアレクサンドラ
- その他話題作など

### 演劇
- この年、聖書を題材にイエス・キリストの最後の7日間を描いたロックミュージカル、「ジーザス・クライスト・スーパースター」が、ブロードウェイで初演され、1973年まで続くロングラン公演となった。

## 誕生

### 1月
- 1月2日 - ボルケーノ太田、声優
- 1月2日 - 岡本倫、漫画家
- 1月6日 - 金恩慧（朝鮮語版）、放送人
- 1月7日 - アンドレイ・クルコフ、フィギュアスケート選手
- 1月8日 - 今井喜美子、女優、スーツアクター
- 1月8日 - ジェイソン・ジアンビ、メジャーリーガー
- 1月9日 - エリザベス・プンサラン、フィギュアスケート選手
- 1月10日 - フランシスコ・フィリォ、極真空手家
- 1月11日 - メアリー・J・ブライジ、ミュージシャン、歌手
- 1月13日 - エルマー・デセンス、元プロ野球選手
- 1月14日 - トルステン・アムフト、ファッションデザイナー
- 1月18日 - ジョゼップ・グアルディオラ、元サッカー選手、サッカー指導者
- 1月19日 - フィル・ネビン、メジャーリーガー
- 1月20日 - ゲイリー・バーロウ、歌手、ピアニスト、作詞作曲家、プロデューサー
- 1月24日 - コリー・ベイリー、元プロ野球選手
- 1月26日 - ミケル・デルザングル、調教師
- 1月26日 - 安藝貴範、実業家
- 1月28日 - 袁文傑、俳優
- 1月31日 - イ・ヨンエ、女優

### 2月
- 2月1日 - アニエス・ルテステュ、バレエダンサー
- 2月5日 - ジョー・マツモト、元プロ野球選手
- 2月6日 - ピーター・チェルニシェフ、フィギュアスケート選手
- 2月7日 - ローランド・メリーニョ、野球選手
- 2月12日 - トニア・クワイトコウスキー、フィギュアスケート選手
- 2月15日 - レイ・セフォー、K-1選手
- 2月19日 - ギル・シャハム、ヴァイオリニスト
- 2月19日 - ミゲル・バティスタ、元メジャーリーガー
- 2月21日 - 浅野文直、政治家
- 2月24日 - ペドロ・デ・ラ・ロサ、F1レーサー
- 2月25日 - ダニエル・パウター、ミュージシャン
- 2月26日 - エリカ・バドゥ、ミュージシャン
- 2月28日 - ナイジェル・ゴッドリッチ、音楽プロデューサー
- 2月28日 - ダヴィド・ハハレイシヴィリ、柔道家、総合格闘家（+ 2021年)

### 3月
- 3月1日 - 黒田弥生、声優
- 3月1日 - トーマス・アデス、作曲家・ピアニスト・指揮者
- 3月4日 - ネリオ・ロドリゲス、元プロ野球選手
- 3月11日 - 李尚勲、元プロ野球選手
- 3月12日 - トルステン・ムンドリー、騎手
- 3月12日 - グレッグ・ハンセル、元プロ野球選手
- 3月12日 - ラウル・モンデシー、メジャーリーガー
- 3月14日 - 加瀬康之、声優
- 3月17日 - ビル・ミラー、メジャーリーガー
- 3月19日 - D・T・クローマー、元プロ野球選手
- 3月20日 - 太田真一郎、声優
- 3月21日 - コルネル・ゲオルゲ、フィギュアスケート選手
- 3月23日 - ヤスミン・ゴーリ、モデル
- 3月27日 - デビッド・クルサード、F1ドライバー
- 3月28日 - 盧廷潤、元サッカー選手
- 3月29日 - 田邊智恵、女優、スーツアクター
- 3月29日 - アッティラ・シハー、ミュージシャン
- 3月31日 - ユアン・マクレガー、俳優

### 4月
- 4月6日 - ルー・メローニ、元プロ野球選手
- 4月7日 - ヴィクター・クラーツ、フィギュアスケート選手
- 4月9日 - ジャック・ヴィルヌーヴ、元F1レーサー
- 4月13日 - ケビン・オーミー、元プロ野球選手
- 4月13日 - ヨルン・パウル・テセリン、ミュージシャン（ベーシスト）
- 4月17日 - 川瀬浩平、アニメーションプロデューサー
- 4月22日 - ウラジミール・フェドロフ、フィギュアスケート選手

### 5月
- 5月2日 - 武蔵川光偉、第67代横綱武蔵丸
- 5月5日 - マイク・レドモンド、メジャーリーガー
- 5月10日 - 金正男、朝鮮民主主義人民共和国（北朝鮮）の金正日国防委員長の長男（+ 2017年）
- 5月12日 - 大久保佳代子、お笑いタレント
- 5月13日 - テディ・パパヴラミ、ヴァイオリニスト
- 5月14日 - ソフィア・コッポラ、映画監督
- 5月18日 - ブラッド・フリーデル、サッカー選手
- 5月20日 - 光浦靖子、お笑いタレント
- 5月25日 - エンジェル・エチェバリア、元プロ野球選手
- 5月26日 - TAKURO、ロックバンドGLAYのギタリスト
- 5月27日 - ポール・ベタニー、俳優
- 5月28日 - エカテリーナ・ゴルデーワ、フィギュアスケート選手
- 5月30日 - イディナ・メンゼル、女優
- 5月31日 - ホセ・マラベ、元プロ野球選手

### 6月
- 6月2日 - ロベルト・ペタジーニ、元プロ野球選手
- 6月3日 - カール・エバレット、元メジャーリーガー
- 6月3日 - 成嶋涼、女優
- 6月8日 - TERU、ロックバンドGLAYのボーカル
- 6月12日 - 厳斗一、テコンドー師範
- 6月13日 - ジェイソン・トンプソン、元プロ野球選手
- 6月15日 - フランチ・ペテク、地理学者
- 6月16日 - 2パック、ヒップホップMC、俳優（+1996年）
- 6月22日 - カート・ワーナー、元アメリカンフットボール選手
- 6月26日 - マックス・ビアッジ、オートバイレーサー
- 6月26日 - グレッグ・ブロッサー、元プロ野球選手
- 6月28日 - ファビアン・バルテズ、元サッカー選手
- 6月28日 - イーロン・マスク、起業家、スペースX社CEO
- 6月28日 - 藤原紀香、女優

### 7月
- 7月1日 - ミッシー・エリオット、ミュージシャン・ラッパー
- 7月1日 - イゴール・パシケビッチ、フィギュアスケート選手（+2016年）
- 7月3日 - シェーン・デニス、元プロ野球選手
- 7月8日 - カレン・プレストン、フィギュアスケート選手
- 7月12日 - クリスティー・ヤマグチ、フィギュアスケート選手
- 7月15日 - 池田裕紀子、アーチェリー選手
- 7月16日 - エヴェリン・グロスマン、フィギュアスケート選手
- 7月17日 - 田中律子、女優、タレント
- 7月18日 - アンファニー・ハーダウェイ、バスケットボール選手
- 7月19日 - ビタリ・クリチコ、プロボクサー
- 7月21日 - ドミトリー・カザルリガ、フィギュアスケート選手
- 7月21日 - ハイロ・ラモス・ジッツィ、野球選手
- 7月22日 - アダム・クーパー、バレエダンサー
- 7月24日 - 坂本昌行、ミュージカル俳優・元V6・20thCentury
- 7月25日 - ビリー・ワグナー、元メジャーリーガー
- 7月27日 - シェーン・バワーズ、元プロ野球選手
- 7月28日 - アブー・バクル・アル＝バグダーディー、イスラム国カリフ（+2019年）
- 7月29日 - ジョニー・ラフィン、元プロ野球選手
- 7月30日 - 長谷川雅紀、お笑いコンビ錦鯉・17代目M-1王者

### 8月
- 8月1日 - トラビス・ドリスキル、元プロ野球選手
- 8月3日 - ノルヘ・ベラ、元野球選手
- 8月5日 - カルロス・プリード、元プロ野球選手
- 8月10日 - ロイ・キーン、元サッカー選手、サッカー指導者
- 8月10日 - ジャスティン・セロウ、俳優
- 8月12日 - ピート・サンプラス、プロテニス選手
- 8月12日 - 岡田誠、俳優、歌手、声優、ナレーター
- 8月13日 - モーリッツ・ブライプトロイ、俳優
- 8月13日、安部友恵、陸上競技選手
- 8月16日 - ルーロン・ガードナー、アマチュアレスリング選手
- 8月17日 - オム・ジョンファ、女優、歌手
- 8月17日 - ホルヘ・ポサダ、メジャーリーガー
- 8月17日 - ムッシュ・ピエール、マジシャン
- 8月21日 - ルー・ポート、元プロ野球選手
- 8月21日 - 中川素州、俳優、スーツアクター
- 8月23日 - デメトリオ・アルベルティーニ、元サッカー選手
- 8月25日 - マイケル・チャック、フィギュアスケート選手
- 8月28日 - トッド・エルドリッジ、フィギュアスケート選手
- 8月29日 - ヘンリー・ブランコ、MLB指導者、元メジャーリーガー
- 8月31日 - ヴァディム・レーピン、ヴァイオリニスト

### 9月
- 9月2日 - チェーティル・アンドレ・オーモット、アルペンスキー選手
- 9月2日 - リッチ・オーリリア、メジャーリーガー
- 9月4日 - 中山依里子、声優
- 9月4日 - ペギー・シュヴァルツ、フィギュアスケート選手
- 9月6日 - ドロレス・オリオーダン、シンガーソングライター（クランベリーズ）（+ 2018年[4]）
- 9月6日 - ユーリ・オメルチェンコ、オリエンテーリング選手
- 9月9日 - ロビンソン・チェコ、元プロ野球選手
- 9月10日 - 櫻井智、声優（+ 2025年）
- 9月10日 - ニコライ・ノズドリェフ、外交官
- 9月13日 - 岩上智一郎、小説家
- 9月13日 - ステラ・マッカートニー、ファッションデザイナー
- 9月15日 - ジェイソン・ハートキー、元プロ野球選手
- 9月18日 - ランス・アームストロング、自転車プロロードレース選手
- 9月18日 - クリス・ホルト、元プロ野球選手
- 9月20日 - ヘンリク・ラーション、元サッカー選手
- 9月24日 - ケビン・ミラー、メジャーリーガー
- 9月25日 - リサ・ステッグマイヤー、タレント
- 9月29日 - エディ・ディアス、元プロ野球選手
- 9月29日 - イツハク・イエディッド、作曲家・ピアニスト

### 10月
- 10月2日 - ティファニー、歌手
- 10月3日 - ケヴィン・リチャードソン、歌手（バックストリート・ボーイズ）
- 10月4日 - カレン・トン、歌手、俳優
- 10月5日 - サムエル・ビンセント、声優
- 10月10日 - エフゲニー・キーシン、ピアニスト
- 10月15日 - アンディ・コール、元サッカー選手
- 10月20日 - スヌープ・ドッグ、ヒップホップMC
- 10月25日 - ペドロ・マルティネス、元メジャーリーガー
- 10月25日 - ロージー・レデット、アコーディオン奏者・歌手
- 10月29日 - ウィノナ・ライダー
- 10月30日 - 金翰秀、野球選手
- 10月30日 - 全炯道、プロ野球選手

### 11月
- 11月1日 - アレクセイ・ティホノフ、フィギュアスケート選手
- 11月3日 - ドワイト・ヨーク、元サッカー選手
- 11月4日 - メルビン・バンチ、元プロ野球選手
- 11月8日 - ケリー・ハリソン、野球選手
- 11月9日 - ジョナサン・ナナリー、元プロ野球選手
- 11月11日 - レイ・オルドニェス、元メジャーリーガー
- 11月19日 - アンディ・シーツ、元プロ野球選手
- 11月22日 - 河合秀、俳優
- 11月30日 - イバン・ロドリゲス、元メジャーリーガー

### 12月
- 12月2日 - フランチェスコ・トルド、元サッカー選手
- 12月4日 - クリスティアン・ヴォーリン、ミュージシャン、グラフィックデザイナー
- 12月6日 - ホセ・コントレラス、メジャーリーガー
- 12月6日 - アダム・ハイズデュ、元プロ野球選手
- 12月7日 - 平野義久、作曲家、編曲家
- 12月9日 - ブラッド・ツイドリー、プロ野球選手
- 12月13日 - パク・ジニョン（J.Y. Park）、シンガーソングライター、音楽プロデューサー[注釈 1]
- 12月14日 - エリック・ラドウィック、元プロ野球選手
- 12月18日 - アランチャ・サンチェス・ビカリオ、元女子プロテニス選手
- 12月20日 - マーク・バルデス、元プロ野球選手
- 12月21日 - マルガリータ・ドロビアツコ、フィギュアスケート選手
- 12月24日 - アレックス・カブレラ、プロ野球選手
- 12月25日 - ジャスティン・トルドー、カナダの政治家、第29代カナダ首相
- 12月26日 - ジャレッド・レト、俳優
- 12月28日 - ベニー・アグバヤニ、元プロ野球選手
- 12月28日 - メルビン・ニエベス、元プロ野球選手

## ノーベル賞
- 物理学賞 - ガーボル・デーネシュ
- 化学賞 - ゲルハルト・ヘルツベルク
- 生理学・医学賞 - エール・サザランド
- 文学賞 - パブロ・ネルーダ
- 平和賞 - ヴィリー・ブラント
- 経済学賞 - サイモン・クズネッツ